# 155 mm L Mle. 1877
Il Canon de 155 Long Modèle 1877 de Bange è stato un cannone campale pesante francese largamente impiegato durante la prima guerra mondiale ed ancora in dotazione a molti eserciti allo scoppiare della seconda.

## Storia

### Sviluppo
Il pezzo faceva parte di una famiglia di pezzi di artiglieria realizzati dal geniale colonnello Charles Ragon de Bange quando era direttore dell'Atelier de précision del Dépôt central di Parigi (dal 1869 al 1882), tutti accomunati dal sistema di chiusura che prese il suo nome. Adottato nel 1877 e prodotto in 1500 esemplari, questo cannone era definito come un pezzo "de siege et de place", ovvero da assedio e da fortezza, con affusto a ruote e piattaforma di tiro (paiolo). Fu realizzato inoltre in installazione fissa o in torrette corazzate, destinati al tiro di controbatteria, che armarono le batterie costiere e soprattutto le fortificazioni del Sistema Séré de Rivières.

### Prima guerra mondiale
Allo scoppio della prima guerra mondiale, l'Armée de terre si trovava in notevole inferiorità nel settore delle artiglierie pesanti rispetto all'esercito imperiale tedesco e, quando il fronte si stabilizzò e la mobilità dei pezzi passò in secondo piano, nonostante l'obsolescenza di questo cannone ad affusto rigido, i 1400 pezzi in riserva vennero rapidamente reimmessi in servizio nell'artiglieria campale pesante di corpo d'armata e d'armata e dal 1916 ne venne riavviata la produzione. Pur con leggere modifiche atte a semplificarne la messa in batteria, il pezzo costituì la spina dorsale dell'artiglieria pesante dell'esercito francese. Dopo l'assedio di Maubeuge, il gran numero di cannoni catturati fu riutilizzato dallo stesso esercito imperiale tedesco.
Durante la guerra il 155 de Bange fu fornito al Belgio, alla Romania, alla Russia e, nell'ambito delle forniture straniere per rimpiazzare i materiali persi nella ritirata di Caporetto, 90 pezzi furono ceduti all'artiglieria campale pesante (d'armata) del Regio Esercito italiano.

### Tra le due guerre
Il 155 de Bange rimase in dotazione all'artiglieria campale francese anche dopo la fine della Grande Guerra, per essere poi assegnata alle opere della Linea Maginot. Nel 1919 vennero forniti 18 cannoni alla Polonia, impegnata contro i russi nella guerra del 1919-1921. Furono gli stessi russi a trasferire, 25 anni dopo, una ventina di pezzi alle forze repubblicane durante la guerra civile spagnola.

### Seconda guerra mondiale
All'entrata in guerra della Francia nel 1939, risultavano ancora disponibili 826 pezzi. Di questi, 48 cannoni e 48000 munizioni furono donate alla Finlandia, impegnata nel 1939 nella disperata guerra d'inverno contro i russi; tuttavia il loro tardivo arrivo al fronte ne permise l'impiego solo nella successiva guerra di continuazione. In Italia, ai 90 pezzi originari in dotazione ad esercito e Guardia alla Frontiera nel 1940, dopo l'occupazione della Francia meridionale se ne aggiunsero 89 di preda bellica.

## Tecnica
- granata monoblocco da 155/25: corpo bomba in acciaio, carica in melinite, peso: 43 kg
- granata di ghisa acciaiosa da 155/25: corpo bomba in ghisa acciaiosa, carica in melinite, peso: 43,3 kg

Il 155 mm L Mle. 1877 è un cannone ad affusto a ruote di tipo rigido. La canna è in acciaio, con rigatura progressiva sinistrorsa a 48 rilievi; essa pesa 2500 kg ed è lunga 4200 mm, dei quali 3171 rigati. L'otturatore, a vitone cilindrico, è caratteristico del sistema "de Bange". L'innesco è a cannello a frizione. La bocca da fuoco è incavalcata su un affusto rigido da assedio tipico ottocentesco, in acciaio con ruote a razze di legno, coda unica con pedana per i serventi. La caratteristica del ginocchiello particolarmente alto, dovuto al fatto che la canna doveva sporgere al di sopra del parapetto che difendeva i serventi nella piazzola di tiro, permetteva un ampio settore verticale di tiro che si rivelò molto utile durante la prima guerra mondiale. L'elevazione è ottenuta tremite un settore dentato sotto alla culatta, azionato da un volantino sull'affusto. Il pezzo, essendo progettato inizialmente come arma da assedio e da piazza, doveva essere messo in batteria su di una piattaforma di tiro da 5200 kg, formata da tre strati di travi e tavole. Mentre sulla prima piattaforma Mle. 1883 il rinculo del pezzo è limitato da semplici tacchi, nel successivo Mle. 1904 l'affusto è reso solidale alla piattaforma da un freno di sparo idraulico collegato ad un perno centrato sulla piattaforma. Al momento dello sparo tutto il pezzo rinculava limitato dal freno di soli 80 centimetri risalendo sui cunei posti dietro alle ruote; esaurita la corsa retrograda, i cunei facevano sì che il pezzo tornasse in batteria per gravità.
L'allestimento della piattaforma allungava enormemente i tempi di messa in batteria (6 ore per il Mle. 1883, 5 per il Mle. 1904), rendendo il pezzo inadatto all'utilizzo campale. Allo scoppio della Grande Guerra vennero introdotti quindi degli accessori che ridussero il tempo di messa in batteria ad un'ora, oltre a pesare in tutto circa una tonnellata contro le oltre cinque della piattaforma. Sui battistrada delle ruote vennero installate le "rotaie a cingolo" brevettate dal maggiore italiano Crispino Bonagente. I cingoli "Bonagente" erano formati da 12 piastre rettangolari unite da 12 elementi su ogni ruota, che allargavano il piano d'appoggio delle ruote permettendo il transito su terreni soffici e cedevoli e soprattutto rendendo superfluo l'impiego delle piattaforme. Inoltre, la ruota girava con una velocità angolare maggiore all'interno del cingolo e l'attrito tra il battistrada ed il cingolo stesso dissipava parte dell'energia del rinculo, rendendo superfluo il freno idraulico. Altri accessori erano i cunei ed il pancone. I cunei erano due piani inclinati, più grandi di quelli usati con la piattaforma, che venivano posizionati circa un metro e mezzo dietro alle ruote. Al momento dello sparo il cannone rinculava sui due cunei, che grazie al suo peso ne frenavano la corsa, esaurita la quale il cannone per gravità tornava nella posizione di partenza. Il pancone era una sorta di slitta in legno e metallo posizionata sotto alla coda dell'affusto; esso accompagnava la coda nel rinculo evitando, di concerto con i cunei, il disallineamento del pezzo; contemporaneamente, per attrito, ne frenava la corsa retrograda. Infine, erano disponibili dei blocchi di legno che potevano essere utilizzati per aumentare la pendenza dei cunei o potevano essere posizionati davanti alle ruote in caso di messa in batteria in lieve pendenza.
Il traino, animale o meccanico, si effettuava agganciando il pezzo ad un avantreno e spostando con un argano la canna dalle orecchioniere a due supporti posti a metà della coda dell'affusto, spostando così indietro il baricentro, tra la sala dell'affusto e quella dell'avantreno. La vettura completa in configurazione di marcia, formata da affusto e avantreno, raggiungeva il peso di 7870 kg.

## Varianti e derivati
La costruzione di questo cannone fu ripresa nel 1916, durante la Grande Guerra, per sostituire i pezzi persi in combattimento o per usura. Questi pezzi, denominati 155 mm L Mle. 1877/16, incorporavano leggere modifiche all'affusto, semplificato ed adattato per agganciarlo direttamente al trattore d'artiglieria, riducendo il peso del complesso e velocizzando la messa in batteria (non era più necessario arretrare la canna). La canna del Mle. 1877/16, leggermente modificata nel meccanismo di chiusura, è riconoscibile per il maniglione di sollevamento in posizione trasversale invece che longitudinale rispetto all'asse principale.
Dal 1915 la bocca da fuoco del Mle. 1877 venne leggermente modificata nell'otturatore ed incavalcata su un affusto a deformazione della Schneider derivato da quello del Schneider 152 mm Mle 1910 prodotto per la Russia. Questo pezzo era denominato Schneider 155 mm L Mle 1877/14.
Nel 1918, pochi mesi prima della fine della guerra, la Schneider ottenne un ordine per un cannone da 155 più leggero, ottenuto incavalcando la bocca da fuoco da 155 mm de Bange sull'affusto dell'obice pesante Schneider 155 mm C Mle. 1917. Il pezzo, utilizzato anche durante la seconda guerra mondiale, fu denominato Schneider 155 mm L Mle 1918.

## Galleria d'immagini

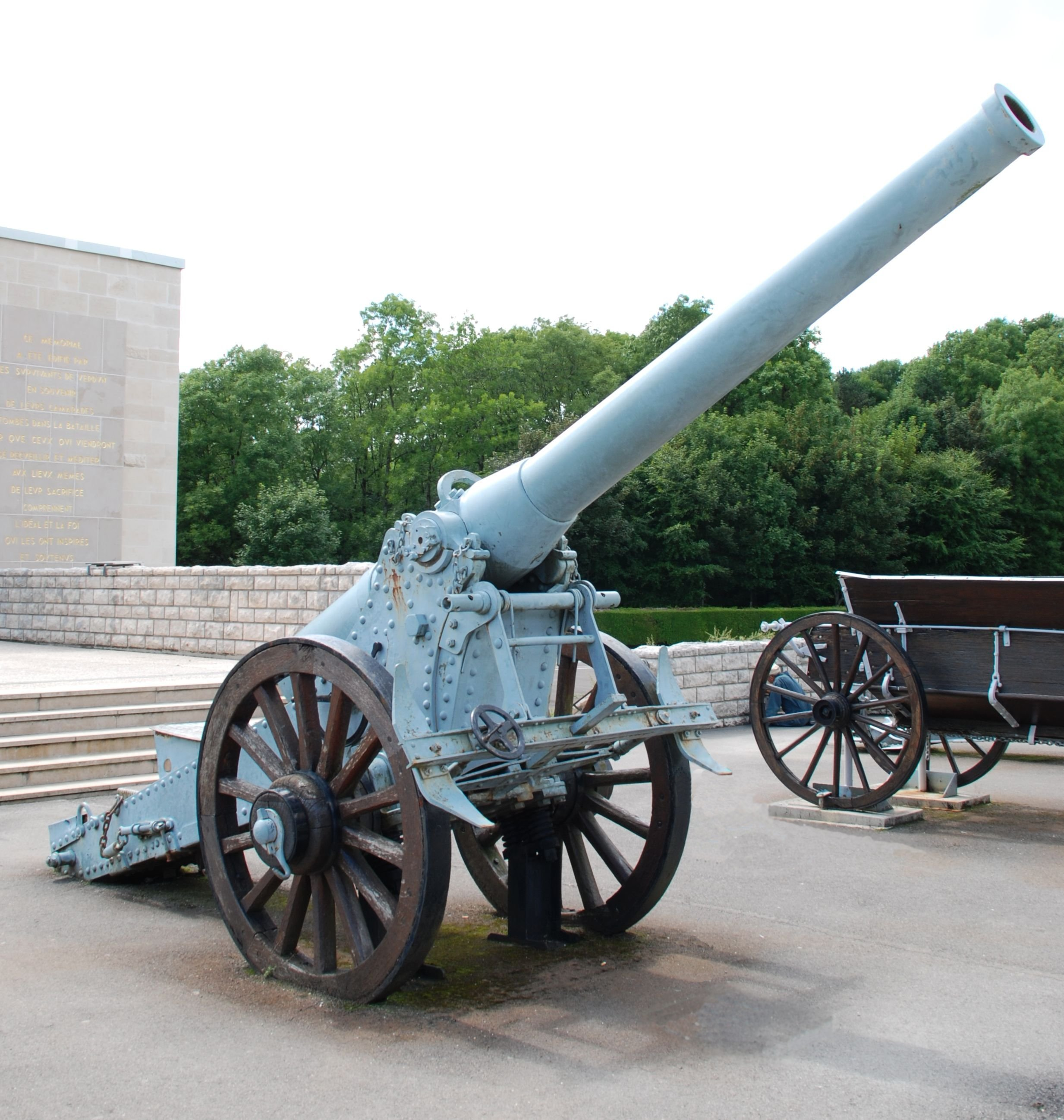
Cannone 155 mm L Mle 1877/16 al memoriale di Verdun. L'esemplare manca i cingoli "Bonagente"
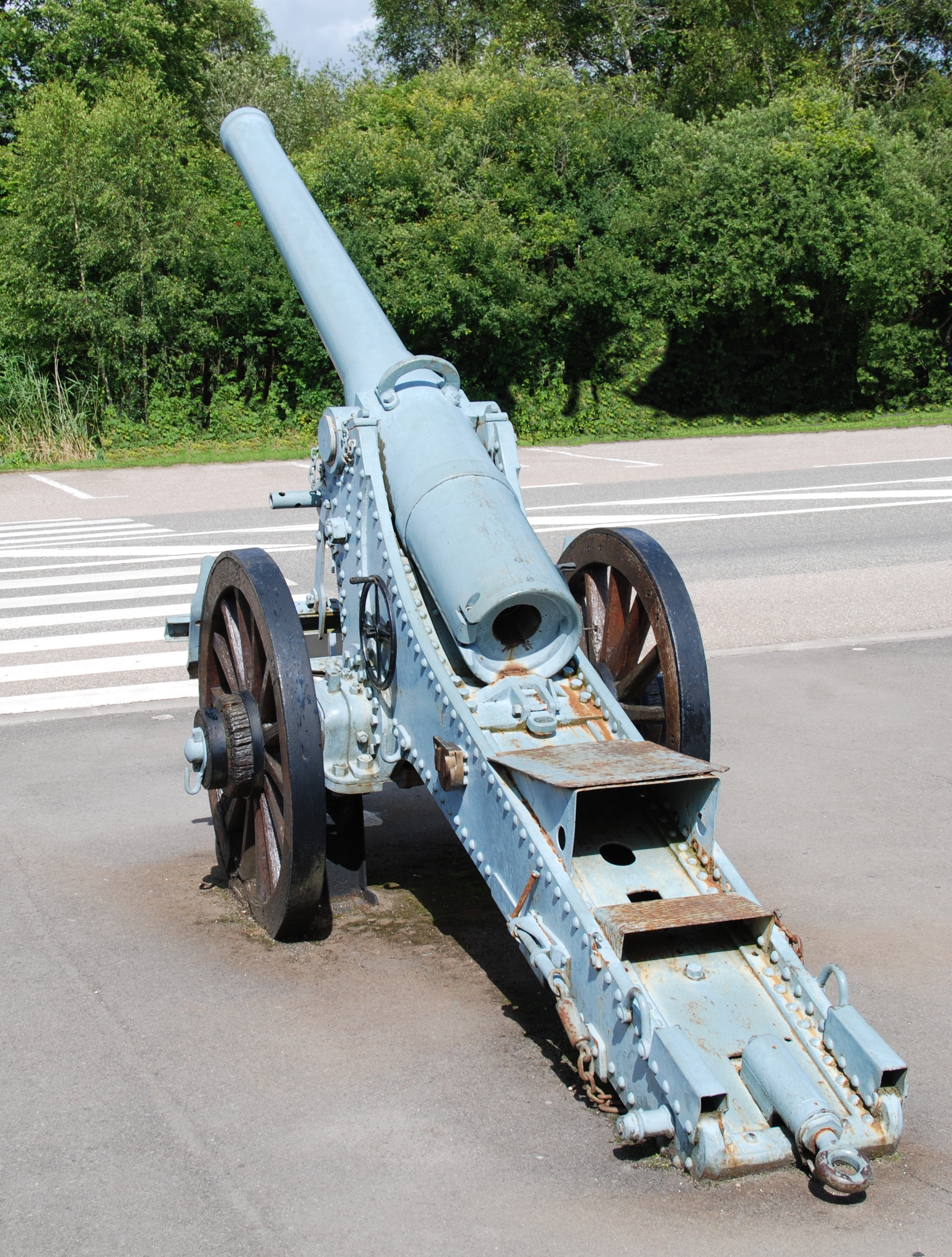
Vista posteriore dello stesso 155 mm L Mle 1877/16
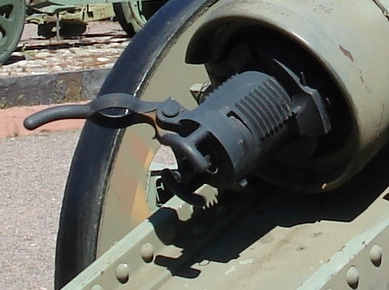
Vista della culatta con otturatore "de Bange"
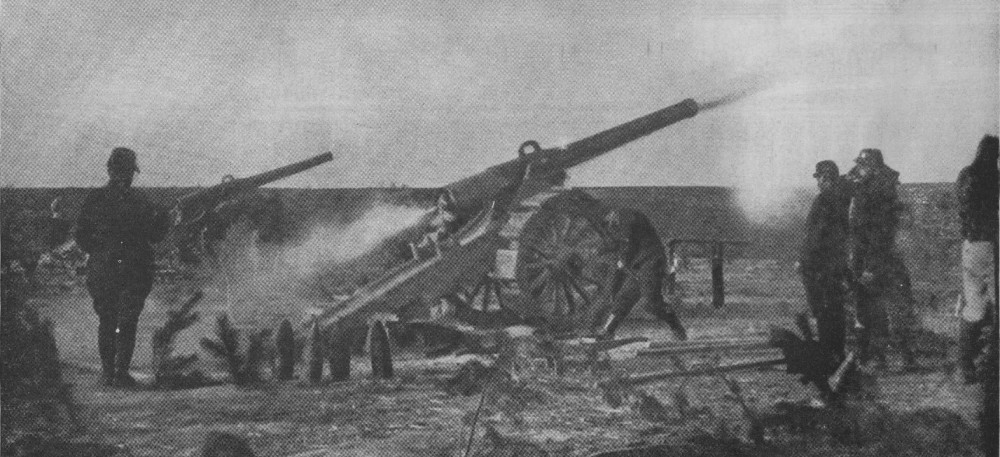
Un batteria 155 mm L Mle 1877 fa fuoco nel giugno 1915 (montata sui dei cingoli "Bonagente")